# 손오공 2 - 대요룡궁
《손오공 2 - 대요룡궁》(중국어: 齊天大聖之大鬧龍宮)은 2019년에 개봉한 중국의 영화이다.

## 캐스트
주연
- 번소황

조연
- 주려람
- 두욱붕
- 이선시